# High Tone
High Tone ist eine französische Dub-Band aus Lyon. Gegründet wurde High Tone 1997 von fünf Bandmitgliedern. High Tone orientieren sich an verschiedensten musikalischen Einflüssen wie Drum and Bass, Ambient, Trance und Dub. Nachdem die Band ihre ersten LPs selbst produziert und auf Vinyl pressen lassen hat, schlossen sie einen Vertrag mit dem Label Jarring Effects (Lyon). High Tone ist eine der bedeutendsten Dub-Bands in Frankreich. Die Mitglieder der Band sind befreundet mit Kaly Live Dub und Zenzile. U.a. mit diesen beiden Bands veröffentlichten sie kollaborative Projekte wie Kaltone und Zentone.

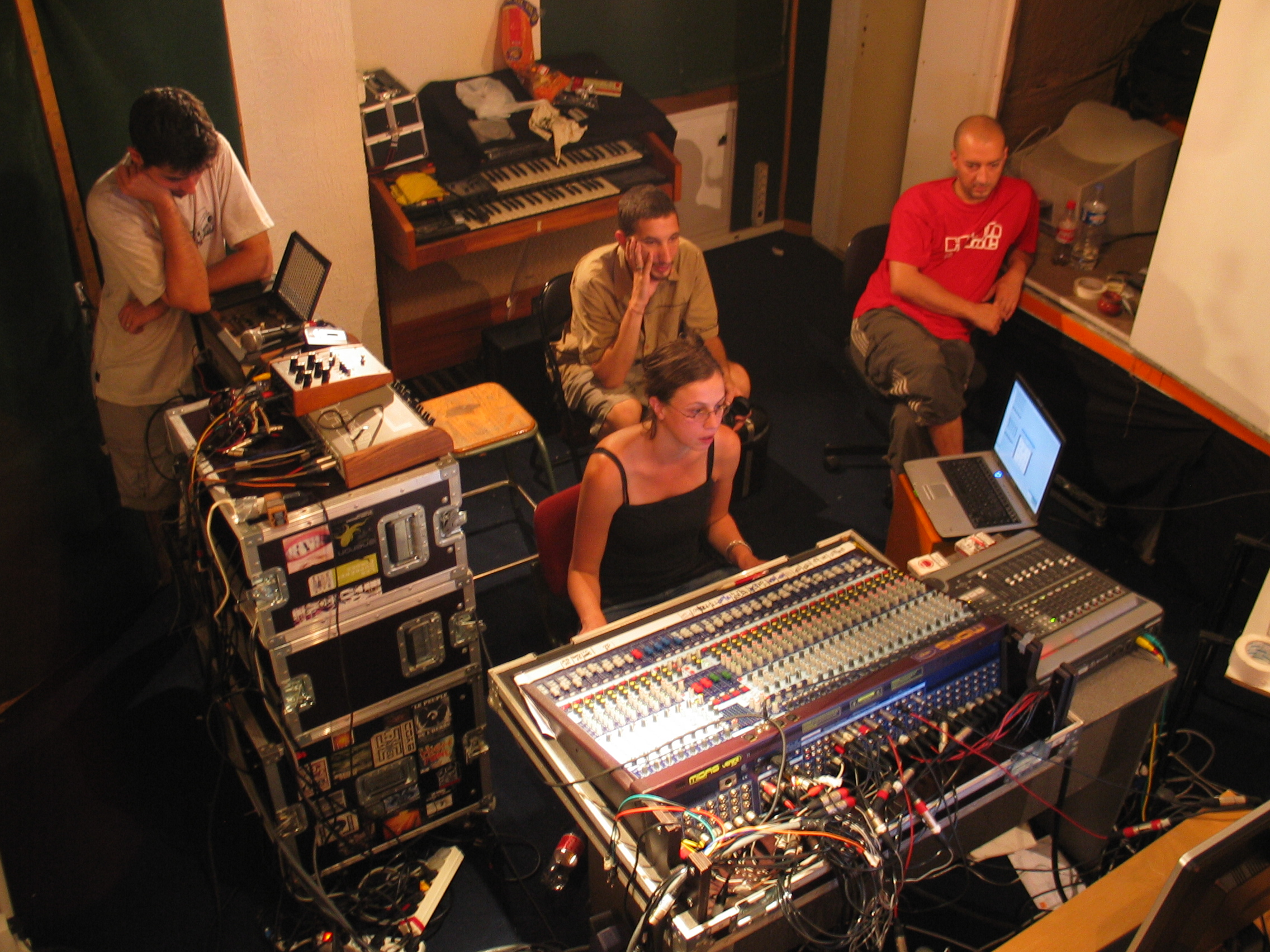
Mitglieder von High Tone mit Greg Aldea & Celine Frezza vom Studio de la Loge

## Diskografie

### Alben
| Jahr | Titel              | Höchstplatzierung, Gesamtwochen, AuszeichnungChartsChartplatzierungen (Jahr, Titel, Platzierungen, Wochen, Auszeichnungen, Anmerkungen) | Anmerkungen                                  |
| Jahr | Titel              | FR | Anmerkungen                                  |
| ---- | ------------------ | --- | -------------------------------------------- |
| 2001 | Bass Temperature   | FR150 (1 Wo.)FR | Jarring Effects                              |
| 2002 | Acid Dub Nucleik   | FR72 (5 Wo.)FR | Jarring Effects                              |
| 2003 | High Tone          | FR113 (2 Wo.)FR | Jarring Effects                              |
| 2005 | Wave Digger        | FR27 (10 Wo.)FR | Jarring Effects                              |
| 2006 | Re-Processed #1    | FR173 (3 Wo.)FR | Jarring Effects; Remixalbum                  |
| 2006 | Zentone            | FR75 (8 Wo.)FR | Jarring Effects High Tone meets Zenzile      |
| 2007 | Underground Wobble | FR60 (7 Wo.)FR | Jarring Effects                              |
| 2010 | Outback            | FR55 (5 Wo.)FR | Jarring Effects                              |
| 2012 | High Damage        | FR143 (1 Wo.)FR | Jarring Effects High Tone meets Brain Damage |
| 2014 | Ekphron            | FR133 (1 Wo.)FR | Jarring Effects                              |
| 2019 | Time Has Come      | FR196 (1 Wo.)FR | Jarring Effects                              |

Weitere Alben
- 2000: Opus Incertum (Jarring Effects)
- 2003: Live (Jarring Effects)
- 2003: Kaltone: High Tone meets Kaly Live Dub (Jarring Effects)
- 2004: Highvisators: High Tone meets Improvisator Dub (Jarring Effects)
- 2005: Wangtone: High Tone meets Wang Lei (Jarring Effects)

### Singles
| Jahr | Titel Album      | Höchstplatzierung, Gesamtwochen, AuszeichnungChartsChartplatzierungen (Jahr, Titel, Album, Platzierungen, Wochen, Auszeichnungen, Anmerkungen) | Anmerkungen                   |
| Jahr | Titel Album      | FR | Anmerkungen                   |
| ---- | ---------------- | --- | ----------------------------- |
| 2001 | Bass Temperature | FR95 (1 Wo.)FR | Charteinstieg in FR erst 2009 |